# Рене Кассен
Рене́ Кассе́н (фр. René Cassin; 5 жовтня 1887 — 20 лютого 1976) — французький юрист, один з авторів Загальної декларації прав людини, лауреат Нобелівської премії миру і премії ООН з прав людини 1968 року, голова Європейського суду з прав людини в 1965—1968 роках. В 1941—1943 роках міністр юстиції в уряді Вільної Франції.

## Біографія
Рене Кассен народився в єврейській родині в містечку Форбак (Лотарингія, Франція). Після гімназії в Ніцці навчався у Університеті Екс-ан-Провансу та в Паризькому університеті, де захистив докторську дисертацію з права. З 1920 року — професор Лільського університету, а з 1929 року — професор Сорбонни. У 1940 році разом з Шарлем де Голлем покидає Францію й тимчасово оселяється в Лондоні. У 1941—1943 роках був Національним комісаром вільного французького уряду в Лондоні. З 1944 по 1960 рік — віце-президент Державної ради Франції, голова Вищої адміністративної школи в Парижі та голова Вищого апеляційного суду Франції. У 1945 році Кассен був одним із засновників ЮНЕСКО. З 1947 року — член Академії моральних і політичних наук. З 1946 по 1958 — представник Франції в ООН. З 1959 року — віце-президент Європейського суду з прав людини, а з 1965 по 1968 рік — президент Європейського суду з прав людини. 1968 року став лауреатом Нобелівської премії миру як ініціатор та один з авторів Загальної декларації прав людини. Грошову частину премії використав на заснування в Страсбурзі Міжнародного інституту з прав людини.